# Łuk Sergiusza
Łuk Sergiusza (także: Złota Brama, chorw. Slavoluk Sergijevaca, łac. Porta Aurea) – rzymski łuk triumfalny w Puli (Chorwacja), położony na rogu ulicy Sergijevaca i placu Giardini.
Budowla została wzniesiona w latach 20–10 p.n.e. przez Salwię Postumę z rodu rzymskich Sergiuszy, by upamiętnić zmarłych członków rodziny: męża Lucjusza Sergiusza – trybuna 29. legionu, teścia o tym samym imieniu oraz wuja męża, Cnaeusa Sergiusza.
Łuk stanął wewnątrz południowej bramy miejskiej, frontem zwrócony na zachód w stronę miasta – jego tylna cześć połączona została z bramą. Brama została rozebrana na początku XIX wieku. Strona zachodnia jest bogato zdobiona, m.in. kolumnami w stylu korynckim.
Ściany przejścia pod lukiem zdobią reliefy przedstawiające winorośl oraz pnącza akantu zamieszkałe przez ptaki i małe stworzenia. Strop zdobi pośrodku przedstawienie orła z rozpostartymi skrzydłami, trzymającego w szponach węża, po bokach widnieją stworzenia morskie i sfinksy.
W attyce wyróżniają się trzy bazy, na których wcześniej stały posągi przedstawiające osoby, których upamiętnia budowla. Na bazach znajdują się wyryte imiona mężczyzn, a także wymienione są urzędy przez nich piastowane.